# 304233 Majaess
304233 Majaess este un asteroid din centura principală de asteroizi.

## Descriere
304233 Majaess este un asteroid din centura principală de asteroizi. A fost descoperit pe 14 septembrie 2006 la Mauna Kea de David D. Balam. Asteroidul prezintă o orbită caracterizată de o semiaxă mare de 2,86 ua, o excentricitate de 0,07 și o înclinație de 12,6° în raport cu ecliptica.